# Mitrovac (Čeminac)
Pour les articles homonymes, voir Mitrovac.
Mitrovac est un village de la municipalité de Čeminac (Comitat d'Osijek-Baranja) en Croatie. Au recensement de 2011, le village comptait 20 habitants.